# Scarlet Ballet
「Scarlet Ballet」（スカーレット バレエ）は、May'nの4枚目のシングル。2011年5月11日にflying DOGから発売された。

## 解説
前作「シンジテミル」から約7か月ぶりのリリースとなる2011年1作目のシングル。本作では浅倉大介と井上秋緒とのコラボレーションを果たしている。表題曲「Scarlet Ballet」は、テレビアニメ『緋弾のアリア』のオープニングテーマとして使用された。自身のシングル表題曲がアニメ主題歌に使われるのは「Ready Go!」以来2作ぶり。
May'n自身初となる初回限定盤と通常盤の2種リリースで、前者には2010年1月に日本武道館で開催されたライブ『BIG☆WAAAAAVE!!』から「キミシニタモウコトナカレ」と「Deep Breathing」のライブバージョンが収録されている。

## 収録曲
1. Scarlet Ballet [4:10]
作詞：井上秋緒　作曲・編曲：浅倉大介
  - テレビアニメ『緋弾のアリア』オープニングテーマ
2. Smile:D [3:41]
作詞・作曲：May'n　編曲：大西省吾
3. Scarlet Ballet （without May'n）
4. Smile:D（without May'n）
5. キミシニタモウコトナカレ -BIG☆WAAAAAVE!! Live Ver.- [4:28]
6. Deep Breathing -BIG☆WAAAAAVE!! Live Ver.- [6:14]

## 収録アルバム
| 曲名           | 収録アルバム | 発売日        | 備考                  |
| -------------- | ------------ | ------------- | --------------------- |
| Scarlet Ballet | 『HEAT』     | 2012年3月21日 | 3rdオリジナルアルバム |